# Telčava
Telčava je levostranný přítok Vrbenského potoka v Olomouckém kraji. Délka toku je přibližně 3,5 km. Plocha povodí měří 4,0 km².

## Průběh toku
Potok pramení v Rychlebských horách, zhruba 7 km severovýchodně od Starého Města, na jižních svazích Trnové hory (1050 m), v nadmořské výšce cca 875 m. Teče převážně jihozápadním směrem. Ústí zleva do Vrbenského potoka, východně od Malého Vrbna, v nadmořské výšce cca 640 m.

### Větší přítoky
Telčava nemá žádné větší přítoky.